# 2004 (фільм, 2008)
«2004» — документальний фільм 2008 року, зроблений телеканалом СТБ і присвячений подіям 2004 року в Україні, що ввійшли до історії як Помаранчева революція. Уперше фільм було показано 2—5 березня 2009 року на телеканалі СТБ.

## Структура фільму
Фільм складається з 4 серій:

### Загублений шанс
Чи можна було уникнути «помаранчевої революції»? Чи справді українські політики прагнули змінити країну? Ким хотів бути Кучма після конституційної реформи? Чому «кандидатом від влади» став Віктор Янукович? Чи могли «донецькі» підтримати Віктора Ющенка? Хто завадив кандидатам порозумітися між собою? Коли почалася підготовка акцій протесту? Хто кидав «їжаки» під колеса машин опозиційних депутатів? Як працювали «темники» для ЗМІ? Про що Ющенко намагався домовитися з Кучмою? Правда про плани вітчизняних політиків і примари, що їх переслідували 2004 року.

### Бій без правил
Яку ціну могла заплатити Україна за зміну влади? Чому боротьба у виборчих штабах була жорсткішою за конкуренцію між кандидатами? Хто був автором скандальних роликів про поділ України на «сорти»? Навіщо Кучма заборонив відкривати виборчі дільниці в Росії? Чи мали «помаранчеві» справжні докази перемоги Ющенка у другому турі? Хто вимагав роздавати зброю і підривати мости? Чому революціонери не пішли на штурм Банкової? Правда про «помаранчеву революцію» і технології, що ледь не розвалили країну 2004 року.

### Велика шахівниця
Хто і як готував революцію проти влади Кучми? Що сталося з грошима, які західні спонсори дали на розвиток демократії в Україні? Хто платив «московським політтехнологам»? Про що домовлялися вітчизняні опозиціонери під час зустрічей в американському посольстві? Куди подівся таємничий «російський спецназ» з Банкової? Як Україну перетворювали на поле бою між Росією і Заходом і чому міжнародні посередники змушені були вмити руки? Правда про іноземне втручання і закордонні спецоперації в подіях 2004 року.

### Над прірвою
Як Україні вдалося уникнути громадянської війни? Хто вимагав розігнати Майдан? Де були лідери опозиції, коли спецпризначенням роздавали набої? Про що Кучма розмовляв із держсекретарем США 28 листопада? Де і як народився «регіональний сепаратизм»? Для чого насправді був організований Сіверськодонецький з'їзд? Скільки метрів відділяло Україну від грузинського варіанту? Хто з політиків і чим поступився під час ухвалення конституційною реформи? Що пообіцяв Кучма Януковичу в обмін на згоду піти з влади? І хто винен у тому, що в Україні досі триває політична криза? Правда про те, що відбулося з Україною і її політиками 2004 року